# John Hope (2e comte de Hopetoun)
John Hope, 2e comte de Hopetoun (7 septembre 1704 - 12 février 1781) est un noble britannique.

## Biographie
Il est le fils de Charles Hope (1er comte de Hopetoun) et d'Henrietta Johnstone.
Le 14 septembre 1733, il épouse Anne Ogilvy, fille de James Ogilvy (5e comte de Findlater) (fils de James Ogilvy (4e comte de Findlater)) et d'Elizabeth Hay. Ils ont :
- Elizabeth Hope (née en 1739 - décédée le 7 avril 1756)
- James Hope-Johnstone (3e comte de Hopetoun) (né le 23 août 1741 - décédé le 29 mai 1817)
- Henrietta Hope (en) (1750? –1786)[1].
- Sophia Hope (née en 1759 - décédée le 8 mars 1813)

Il épouse en secondes noces Jane Oliphant (décédée le 16 mars 1767), fille de Robert Oliphant, le 30 octobre 1762. Ils eurent :
- Anne Hope (1763-1780)
- Jane Hope (décédée le 9 juin 1829)
- John Hope (4e comte de Hopetoun) (17 août 1765 - 27 août 1823)

Il épouse en troisièmes noces Lady Elizabeth Leslie (décédée le 10 avril 1788), fille d'Alexander Leslie (5e comte de Leven) et Elizabeth Monypenny, le 10 juin 1767. Ils eurent :
- Charles Hope (né le 16 octobre 1768 - décédé le 1er juillet 1828)
- Alexander Hope (officier) (2 décembre 1769 - 19 mai 1837)
- Charlotte Hope (née en 1778 - décédée ????)
- Mary Anne Hope (mariée à Patrick Murray d'Ochtertyre)

John Hope devient 2e comte de Hopetoun en 1742. En 1747, il est nommé curateur bonis (administrateur de Lunacy) pour son demi-oncle, le 4e comte d'Annandale et Hartfell.